# Carex echinata
Carex echinata là một loài thực vật có hoa trong họ Cói. Loài này được Murray mô tả khoa học đầu tiên năm 1770.

## Hình ảnh

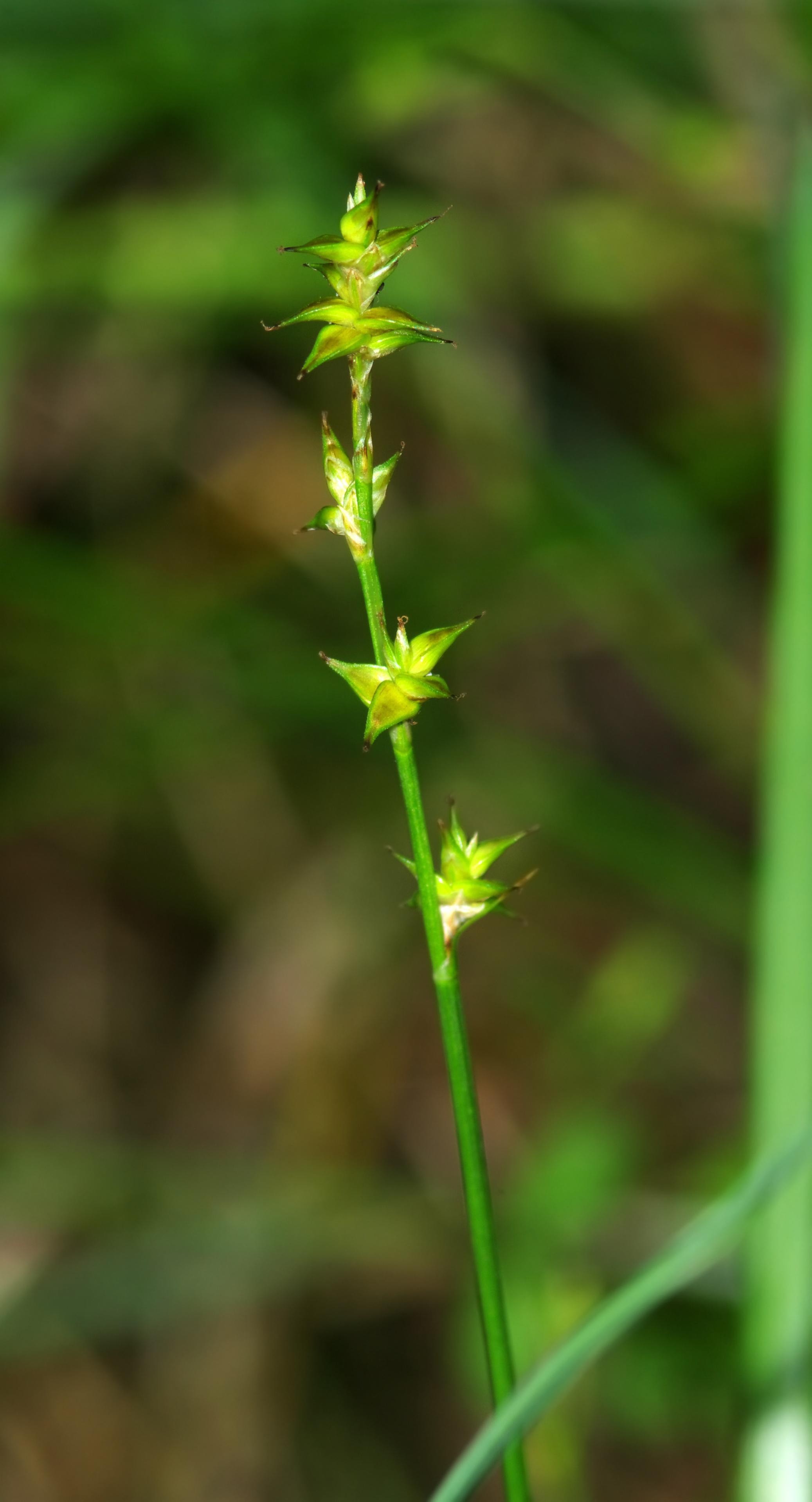
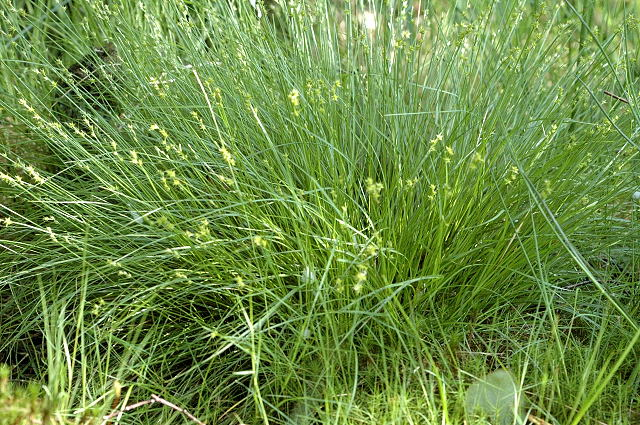
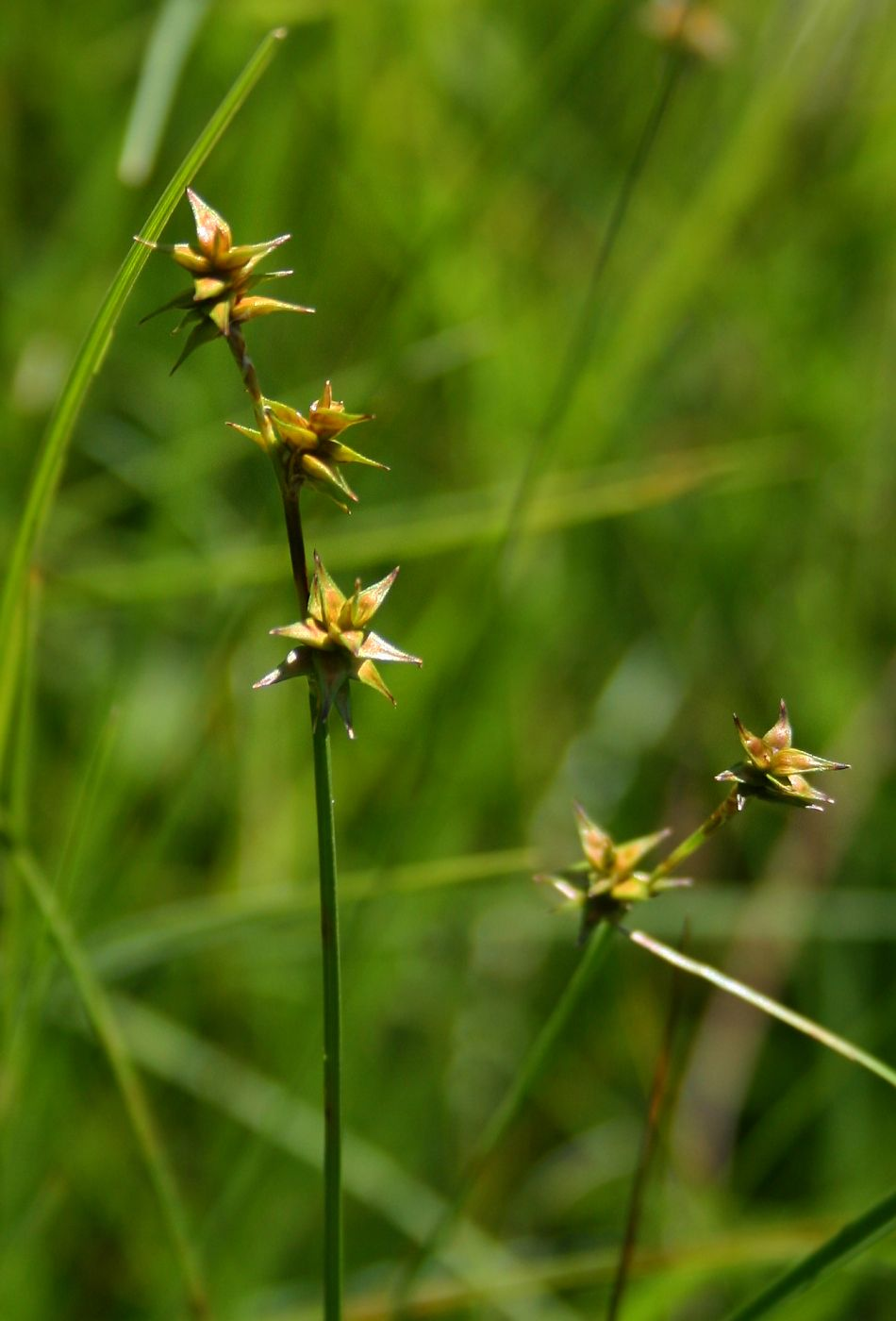
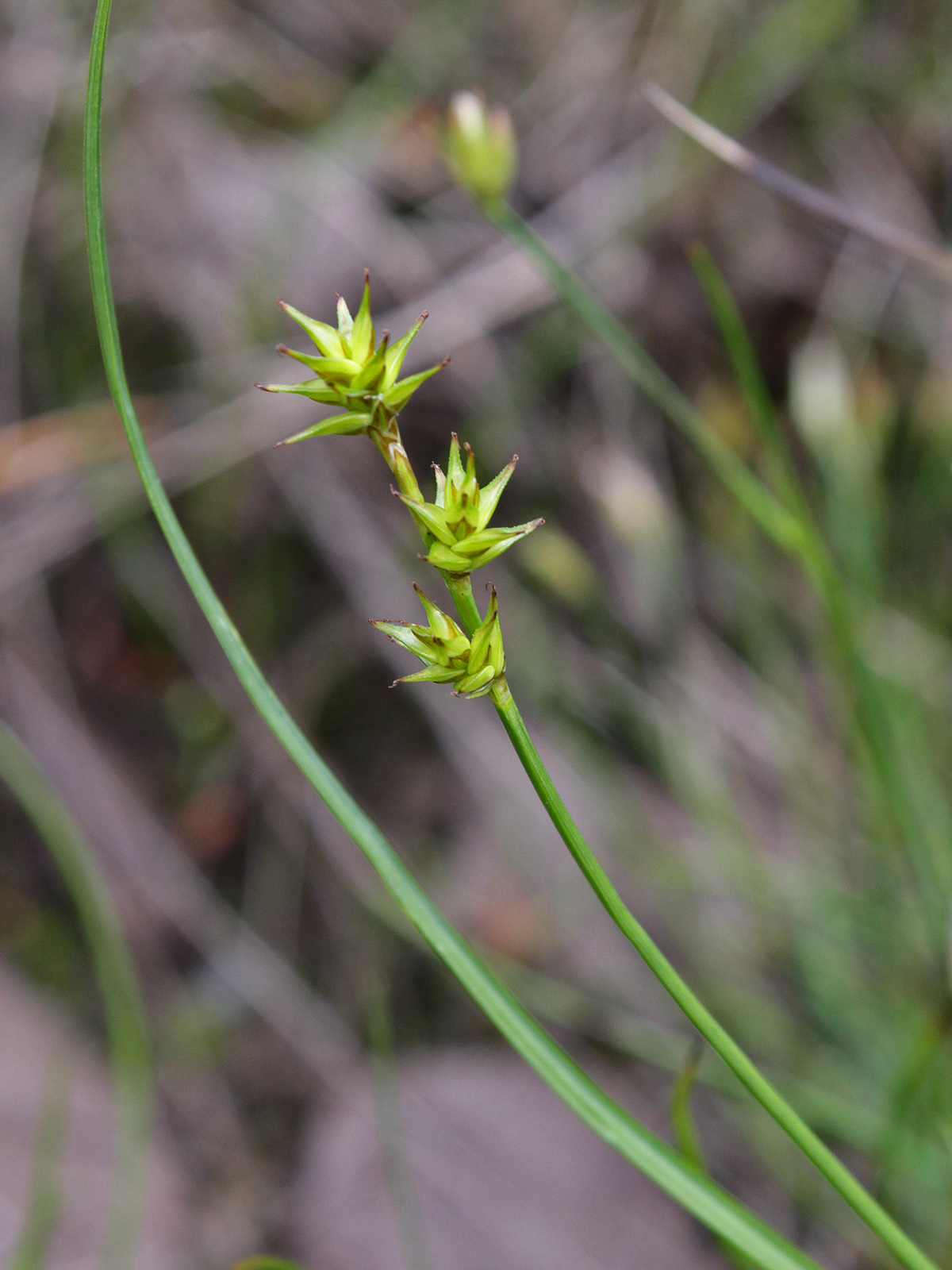